# Cristalleria Buxeres
La cristalleria Buxeres era una fàbrica modernista de vidres, actualment desapareguda, situada entre els carrers de la Paloma i d'en Ferlandina, a l'actual plaça del Pes de la Palla del Raval de Barcelona.

## Història i descripció
El seu origen es troba en l'antiga vidrieria d'A. Bordalba i Cia, on s'havien realitzat els vitralls de Can Buxeres a l'Hospitalet (1901-1903). Aquesta societat va esdevenir Buxeres i Codorniu, realitzadora de vitralls modernistes per a alguns dels edificis de l'època. Instal·lada primerament a la Ronda de Sant Antoni, 66, el 1909, Emili Buxeres i Bultó va encarregar el projecte de la nova fàbrica a l'arquitecte Antoni Serrallach.
Posteriorment, es va associar amb seu germà Joan en la societat E. i J. Buxeres, i el 14 de desembre del 1925 va constituir la societat Buxeres i Abella amb Marc Abella i March, amb un capital de 200.000 pessetes. El 1930, va vendre la fàbrica a la societat Cristalería Catalana SA.
Finalment, el 1975 va ser enderrocada per la immobiliària Núñez i Navarro, que va construir-hi un edifici d'habitatges. Tanmateix, durant molts anys va persistir l'anunci de la mitgera del carrer de Ferlandina: «Cristales y vidrios planos de todas clases. Espejos plateados y azogados. Biselados de todas clases. Cristales grabados y curvados de gran tamaño. Vidrieras artísticas. Sociedad de Seguros La Barcelonesa contra la rotura de vidrios y cristales».